# Хольм, Якоб
Якуб Тандруп Хольм (дат. Jacob Tandrup Holm; род. 9 сентября 1995 года, Эсбьерг) — датский гандболист, левый полусредний клуба «Пари Сен-Жермен» и сборной Дании. Чемпион мира 2021 и 2023 годов.

## Карьера

### Клубная
Якуб Хольм начинал свою карьеру в датском клубе «Рибе-Эсбьерг». В 2015 году Хольм перешёл в немецкий клуб «Фюксе Берлин», в составе которого выиграл Лигу Европы в сезоне-2022/23. Летом 2023 года заключил контракт с клубом «Пари Сен-Жермен».

### В сборной
С 2016 года Хольм выступает за сборную Дании.

## Титулы
- Победитель Лиги Европы: 2023